# Tom Von Ruden
Thomas Frederick Von Ruden (Coeur d'Alene, 22 agosto 1944 – 17 maggio 2018) è stato un mezzofondista statunitense.

## Palmarès
| Anno | Manifestazione      | Sede              | Evento     | Risultato | Prestazione | Note  |
| ---- | ------------------- | ----------------- | ---------- | --------- | ----------- | ----- |
| 1967 | Giochi panamericani | Winnipeg          | 1500 metri | Oro       |             |       |
| 1968 | Giochi olimpici     | Città del Messico | 1500 metri | 9º        |             | [ 2 ] |